# Hendrik Albert van IJsselsteyn
Hendrik Albert van IJsselsteyn, ook geschreven van Ysselsteyn of van IJsselsteijn (Zierikzee, 6 december 1860 – 's-Gravenhage, 13 februari 1941), was een Nederlands civiel ingenieur en politicus.

## Loopbaan
Van IJsselsteyn bezocht de Hogere Burger School in Zierikzee, ging in 1877 naar de toenmalige Polytechnische School te Delft en verliet deze instelling met de titel van ingenieur. Hij werd in 1882 geplaatst bij de gemeentewerken te Rotterdam en in 1892 benoemd tot adjunct-directeur, welke functie hij uitoefende tot oktober 1908. Hij werd herhaaldelijk geraadpleegd door verschillende corporaties en commissies inzake waterleidingen, havenbouw (ook in het buitenland), terwijl hij, in in verband met mededinging door Hollandse aannemers, naar de uitvoering van de havenwerken te Valparaíso, in 1906 een reis naar Chili maakte.
In oktober 1908 werd hij door minister Talma benoemd tot 'Inspecteur van den Arbeid'. Hij was zelf minister van Landbouw, Nijverheid en Handel van 1918 tot 1922 en nam het departement van Marine enige tijd waar in 1920.
Van IJsselsteyn was een partijloze topambtenaar en minister met christelijk-historische sympathieën. Hij was als ambtenaar een bekwame steun van minister Talma bij diens sociale wetgevingsprogramma. Als minister kreeg hij de portefeuille van Landbouw, Nijverheid en Handel in het eerste kabinet-Ruijs de Beerenbrouck. Hier kreeg hij te maken met vele wantoestanden in het distributieapparaat. Zijn optreden was niet altijd gelukkig, omdat hij - weliswaar buiten zijn schuld - enkele keren onjuiste informatie bleek te hebben verschaft aan de Tweede Kamer.
Hij trad bij de invoering van de Arbeidsgeschillenwet 1923 als Rijksbemiddelaar voor Zuid-Holland, Utrecht en Overijssel op. Dit was zijn oude vak. Hij deed dit tot 1932. In 1924 werd hij lid van de Zuiderzeeraad. Hij was bestuurslid van de Vereeniging van Delftsche Ingenieurs en voorzitter van het Instituut tot Zuivering van Afvalwater. In alle tijdvakken van zijn leven publiceerde hij op de uiteenlopende gebieden waarop in zijn loopbaan werkzaam was. Zo beschreef hij de haven van Rotterdam gedetailleerd in zijn 'De haven van Rotterdam' (1ste druk in 1900, ook vertaald in het Frans).

## Huwelijk en nageslacht
Van IJsselsteyn trad in 1891 in het huwelijk met Susanna Christiena Hofstede (1865-1947). Zij stamde uit een familie van Noord-Nederlandse notabelen, waartoe onder anderen de landdrost, prefect en gouverneur Petrus Hofstede (1755-1839) behoorde. Het echtpaar kreeg drie kinderen:
- Gerardina Tjaberta van Ysselsteyn (1892-1975), kunsthistorica en expert op het gebied van de textielkunst; ongehuwd
- Hendrik Petrus Albert van Ysselsteyn (1895-1965), gehuwd met Jacoba Johanna Roelanda de Haan (1903-1957)
- Maria Susanna van Ysselsteyn (1900-1977), gehuwd met Willem Rudolf Juynboll (1897-1977), zoon van de indoloog Hendrik Juynboll

## Nalatenschap
In de gemeente Venray, in de provincie Limburg, is het ontginningsdorp Ysselsteyn naar hem vernoemd.
- Biografisch Portaal: 77624072
- Gemeinsame Normdatei: 173108032
- Parlement.com: vg09lljm96yr
- Système universitaire de documentation: 18972000X
- Virtual International Authority File: 290460394